# National Zoo and Aquarium
Koordinaten: 35° 18′ 2″ S, 149° 4′ 11″ O
National Zoo and Aquarium ist ein Zoo mit Aquarium in der australischen Hauptstadt Canberra. Er befindet sich am westlichen Ende des Lake Burley Griffin beim Scrivener-Damm.
Es handelt sich hierbei um die landesweit einzige kombinierte Anlage aus Zoo und Aquarium. Im Zoo leben sowohl endemische wie auch eingeführte Arten. Er besitzt die größte Anzahl Großkatzen aller australischen Zoos. Das Aquarium ist aufgeteilt in einen Süßwasser- und einen Salzwasserbereich. Die Anlage ist an zahlreichen Zuchtprogrammen für gefährdete Arten beteiligt.